# 花83線
花83線（馬蘭鉤溪橋－富源國中），起點花蓮縣瑞穗鄉富民村馬蘭鉤溪橋北端，終點花蓮縣瑞穗鄉富興村富裕橋北端，全長4.593公里。

## 路線特色
全境皆在瑞穗鄉境內且頭尾端點皆銜接台9線花東公路，原為花東公路舊線，為前往富源社區、蝴蝶谷（富源森林遊樂區）、台鐵富源車站之要道。

## 途經鄉鎮
- 瑞穗鄉：富民村馬蘭鉤溪橋北側（接 台9線花東公路）→中正路→自立新村→富民（阿多灠部落）→中正路民有路口（左轉為 花60線）→富源村→中正路廣東路口（左轉往富源森林遊樂區，與 花58線共線起點）→中正路富源路口（右轉通往富源車站）→中正路源興路口（ 花58線共線終點）→富興村富裕橋北側（接 台9線花東公路）[6]